# Leesburg (Flórida)
Leesburg é uma cidade localizada no estado americano da Flórida, no condado de Lake. Foi incorporada em 1875.

## Geografia
De acordo com o United States Census Bureau, a cidade tem uma área de 106,2 km², onde 79,8 km² estão cobertos por terra e 26,4 km² por água.

### Localidades na vizinhança
O diagrama seguinte representa as localidades num raio de 16 km ao redor de Leesburg.

## Demografia
Segundo o censo nacional de 2010, a sua população é de 20 117 habitantes e sua densidade populacional é de 252,18 hab/km². Possui 10 625 residências, que resulta em uma densidade de 133,19 residências/km².